# Benedykt Michewicz
Benedykt Michewicz (ur. w 1958  – zm. 25 kwietnia 2008), polski menadżer, prezes spółki Anwil S.A.
W 1983 roku, po ukończeniu Wydziału Budowy Maszyn Politechniki Poznańskiej podjął pracę w przedsiębiorstwie Anwil S.A. Pracował m.in. jako kierownik wydziału i główny inżynier utrzymania ruchu. W 1995 wszedł do zarządu spółki, następnie został wiceprezesem i dyrektorem technicznymi i rozwoju, a od 2002 roku pełnił funkcję prezesa zarządu. 
25 kwietnia 2008 roku zginął w wypadku samochodowym.